# Rhynchospora nivea
Rhynchospora nivea är en halvgräsart som beskrevs av Johann Otto Boeckeler. Rhynchospora nivea ingår i släktet småag, och familjen halvgräs. Inga underarter finns listade i Catalogue of Life.